# 兵庫県道169号八鹿停車場線
兵庫県道169号八鹿停車場線（ひょうごけんどう169ごう ようかていしゃじょうせん）は、兵庫県養父市を通る一般県道である。

## 概要
養父市八鹿町八鹿から養父市八鹿町下網場に至る。

### 路線データ
- 起点：養父市八鹿町八鹿（JR西日本山陰本線 八鹿駅前）
- 終点：養父市八鹿町下網場（兵庫県道6号養父宍粟線交点）
- 総延長：2.254 km

## 路線状況

### 道路施設

#### 橋梁
- 屋岡橋（八木川、養父市）

## 地理

### 通過する自治体
- 養父市

### 交差する道路
| 交差する道路            | 交差する場所 | 交差する場所 |
| ----------------------- | ------------ | ------------ |
| 兵庫県道267号日影養父線 | 八鹿町八鹿   |              |
| 兵庫県道6号養父宍粟線   | 八鹿町下網場 | 終点         |

### 沿線
- JR西日本山陰本線 八鹿駅
- 全但バス 八鹿営業所
- 南但馬警察署 八鹿駅前交番
- 養父市役所
- 八鹿郵便局
- 公立八鹿病院